# Fehrbellin
Fehrbellin är en kommun (tyska: Gemeinde) och ort, belägen i Landkreis Ostprignitz-Ruppin i förbundslandet Brandenburg, femtio kilometer nordväst om Berlin. Platsen är mest känd för slaget vid Fehrbellin 1675.
Fehrbellin hade stadsrättigheter mellan åren 1294 och 2003. Sedan 2003, när 16 dittills självständiga kommuner infogades i storkommunen, har orten formellt status av Gemeinde (landsortskommun). Centrala Fehrbellin består av en kommundel som formellt benämns Staden Fehrbellin (tyska: "Stadt Fehrbellin").

## Geografi
Fehrbellin ligger vid höjdplatån Bellin och ett tidigare färjeläge vid floden Rhin. Ortnamnet syftar på en färja vid Bellin. I söder ligger Havelländischer Luch, ett större låglänt område som huvudsakligen består av tidigare våtmarker. Idag är våtmarkerna omkring staden huvudsakligen utdikade och uppodlade.

### Administrativ indelning
Följande orter i kommunen utgör administrativa kommundelar (Ortsteile). Alla var självständiga kommuner innan 2002 eller 2003.
- Fehrbellins stad (2002)
- Betzin (2002)
- Brunne (2003)
- Dechtow (2003)
- Deutschhof (2002)
- Hakenberg (2002)
- Karwesee (2002)
- Königshorst (2002)
- Langen (2003)
- Lentzke (2003)
- Linum (2003)
- Manker (2002)
- Protzen (2003)
- Tarmow (2002)
- Walchow (2003)
- Wall (2002)
- Wustrau-Altfriesack (2003)

## Befolkning
| År   | Invånare |
| ---- | -------- |
| 1875 | 12 109   |
| 1890 | 11 107   |
| 1910 | 9 758    |
| 1925 | 10 121   |
| 1933 | 10 248   |
| 1939 | 10 271   |
| 1946 | 16 383   |
| 1950 | 15 639   |
| 1964 | 11 807   |
| 1971 | 11 582   |

| År   | Invånare |
| ---- | -------- |
| 1981 | 10 369   |
| 1985 | 10 163   |
| 1989 | 10 061   |
| 1990 | 9 863    |
| 1991 | 9 590    |
| 1992 | 9 744    |
| 1993 | 9 930    |
| 1994 | 9 685    |
| 1995 | 9 618    |
| 1996 | 9 649    |

| År   | Invånare |
| ---- | -------- |
| 1997 | 9 725    |
| 1998 | 9 791    |
| 1999 | 9 863    |
| 2000 | 9 718    |
| 2001 | 9 600    |
| 2002 | 9 509    |
| 2003 | 9 463    |
| 2004 | 9 330    |
| 2005 | 9 278    |
| 2006 | 9 152    |

| År   | Invånare |
| ---- | -------- |
| 2007 | 9 028    |
| 2008 | 8 973    |
| 2009 | 8 917    |
| 2010 | 8 771    |
| 2011 | 8 595    |
| 2012 | 8 606    |
| 2013 | 8 670    |
| 2014 | 8 784    |
| 2015 | 8 829    |
| 2016 | 8 849    |

| År   | Invånare |
| ---- | -------- |
| 2017 | 8 886    |
| 2018 | 8 948    |
| 2019 | 8 943    |
| 2020 | 8 971    |

Detaljerade källor anges i Wikimedia Commons..

## Sevärdheter
- Stadskyrkan i Fehrbellin, uppförd 1867 efter ritningar av Friedrich August Stüler.
- Staty av Fredrik Vilhelm I av Brandenburg.
- Hakenbergs segerkolonn, minnesmärke över Slaget vid Fehrbellin 1675.
- Minnesmärke över stupade i 1813–1815 års krig
- Bykyrkorna i Dechtow, Tarmow och Langen
- Minnesmärke uppfört 1947 över fascismens offer

## Kommunikationer
Motorvägen A24 mellan Hamburg och Berlin passerar genom orten och ansluter till det lokala vägnätet vid avfarten Fehrbellin. I kommunen finns även ett civilt flygfält, Flugplatz Ruppiner Land.

## Kända ortsbor
- Frank Jeske (1960–1994), fotbollsspelare.
- Friedrich Wilhelm Wolff (1814–1887), skulptör.